# Sekstet
Sekstet é um filme de drama dinamarquês de 1963 dirigido e escrito por Annelise Hovmand. Foi selecionado como representante da Dinamarca à edição do Oscar 1964, organizada pela Academia de Artes e Ciências Cinematográficas.

## Elenco
- John Kelland - Peter
- Ghita Nørby - Lena
- Axel Strøbye - Robert
- Ingrid Thulin - Elaine
- Hanne Ulrich - Rachel
- Ole Wegener - John